# Columbano Bordalo Pinheiro

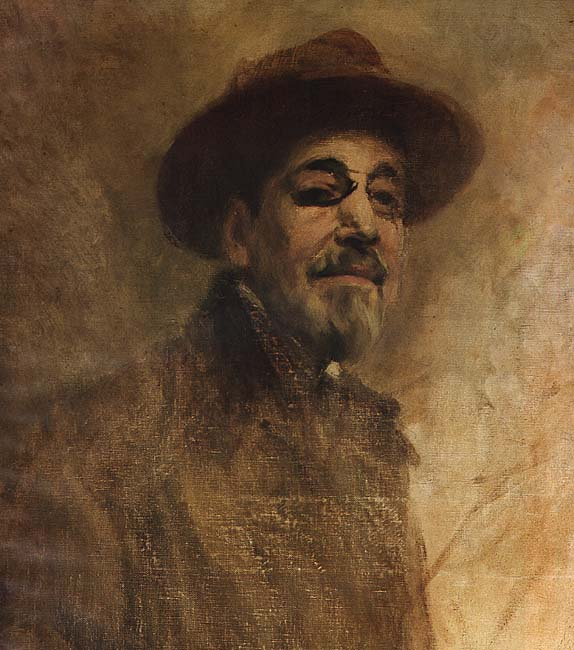
Självporträtt.

Columbano Bordalo Pinheiro, född 21 november 1857 i Lissabon, död 6 november 1929 i Lissabon, var en portugisisk konstnär.
Bordalo Pinheiro utbildade sig i Paris och var senare lärare i måleri vid konsthögskolan i Lissabon. Han målade förutom genrebilder och stilleben i de gamla holländarnas anda i litet format en serie porträtt av framstående portugisiska kulturpersonligheter.